# Fontaine de Loperhet
La Fontaine de Loperhet est située  au hameau de Loperhet Grand-Champ dans le Morbihan.

## Historique
La fontaine de Loperhet fait l’objet d’une inscription au titre des monuments historiques depuis le 19 novembre 1946.